# Stoffgewicht
Stoffgewicht ist eine Qualitätsangabe über die Dicke von Textilien.

## Bemessung
Das in Gramm oder Unzen angegebene Gewicht des Gewebes bezieht sich auf den laufenden Meter oder Yard der Stoffbahn. Diese kann aber je nach Stoffart deutlich in der Breite variieren. Ein direkter Vergleich ist daher nur bei Fachkenntnis oder Normung auf Flächenangaben möglich.

## Stoffqualität
Die Stoffqualität hängt nicht allein von der Dicke ab. Davon abgesehen, dass leichte Stoffe bei Sommerbekleidung oder Seidenstoffe andere Ziele haben, gibt es bei hohem Stoffgewicht auch schlecht verarbeitete Qualität des Gewebes, so dass in diesen Fällen eine längere Haltbarkeit nicht gegeben ist.